# Háromszék Táncszínház

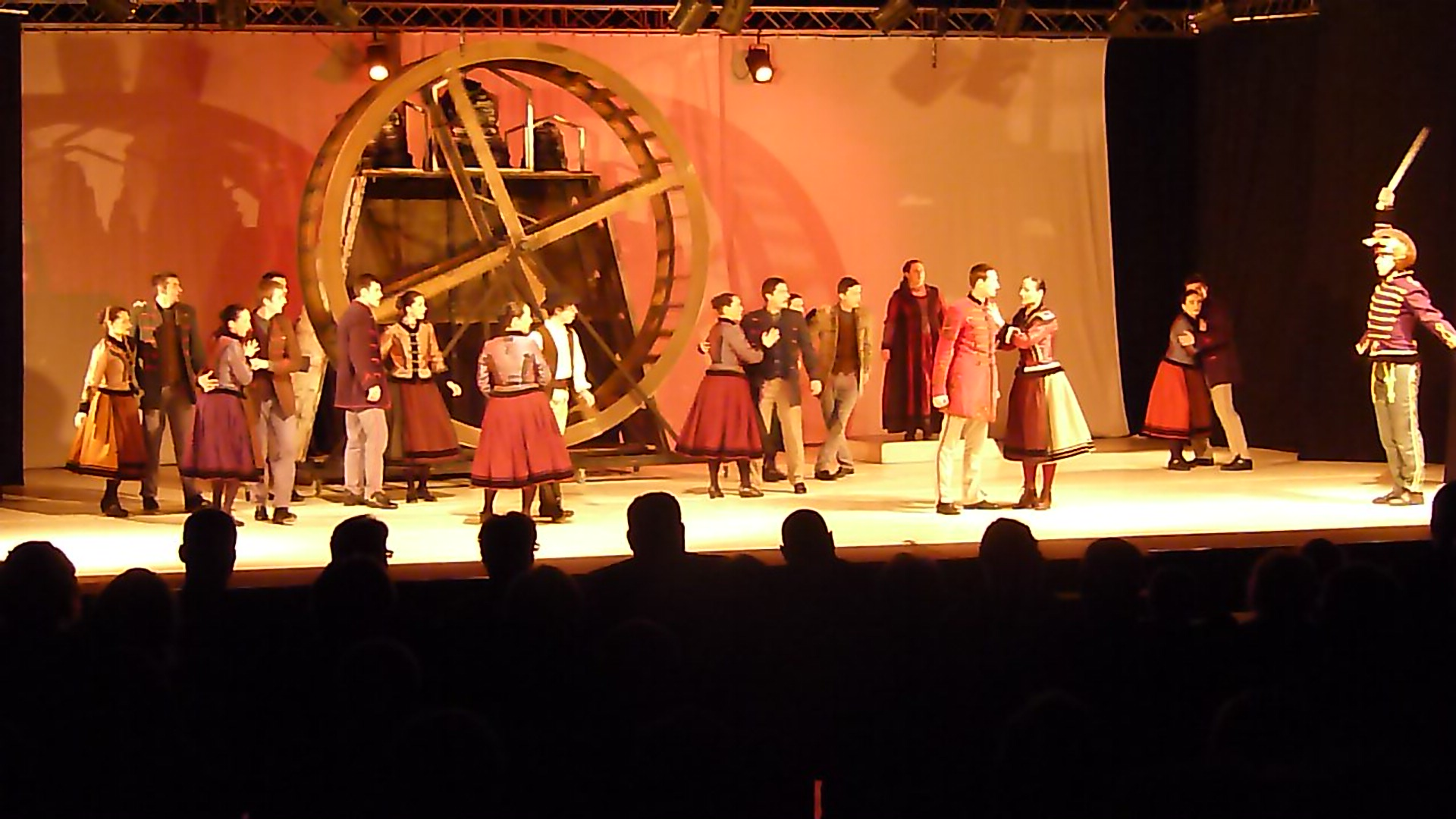
Háromszék Táncegyüttes a Székely Bálon

A Háromszék Táncegyüttes 1990-ben Sepsiszentgyörgyön alakult, Kovászna Megye Tanácsa alárendelt intézményeként működő néptáncegyüttes. Célja az Erdélyben élő etnikumok népzenéjének- és néptáncának gyűjtése, megőrzése, továbbadása, művészi értékű színpadi bemutatása és hiteles megismertetése.

## Története
A Háromszék Táncegyüttes 1990-es alakulásától 1999-ig állami költségvetésből működött, 1999-től Sepsiszentgyörgy Polgármesteri Hivatala, 2009-től pedig Kovászna Megye Tanácsa a hivatalos fenntartója.
Az együttes, az erdélyi népzene és néptánckultúra megőrzését és továbbadását egy új, egyéni formavilág megteremtésével kívánja elérni, ezért hagyományos folklórműsorok mellett rendszeresen mutat be népszokásokhoz, rítusokhoz és regionális vonatkozású történelmi eseményekhez kapcsolódó táncszínházi produkciókat is. Ennek szellemében születtek repertoárjának olyan darabjai, mint a Vérnász, a Váróterem, az Ábel, a Csávási ballada, a Böjttől böjtig, A banda, Két kezem forgatta, szívem táncoltatta, a Száz évig, A Tékozló fiú, a Gábor Áron vagy az Erdély-menyegző, amelyeket úgy hazai, mint nemzetközi színpadokon számtalanszor előadtak.
A Lajtha László Alapítvánnyal közösen éves rendszerességgel szervezi a Sepsiszentgyörgyön megrendezett Népzene- és néptánctalálkozót, valamint a Kommandói Cigányfolklór Tábort. Az együttes szervezi Sepsiszentgyörgyön a hagyományos táncházakat is.
Az M Studio társulata 2005-ben alakult meg a Háromszék Táncegyüttes mozgásszínházi műhelyeként, ma különálló társulatként működik, 2010-től a Tamási Áron Színházhoz tartozik. Bővebben róluk saját honlapjukon lehet tájékozódni. 
Eddig elért sikereinkhez tartozik éves nagyrendezvényünk, a sepsiszentgyörgyi Népzene- és Néptánctalálkozó, amely a hagyományos folklór gyűjtésének és életben tartásának ad teret. A rendezvényt 1991 óta szervezzük meg a Lajtha László Alapítvánnyal karöltve.
A 2001/2002-es évadtól a Lajtha László Alapítvánnyal és a Kónya Ádám Művelődési Házzal együtt újraindítottuk a táncházat Sepsiszentgyörgyön. Táncházainkban együttesünk zenekara – a Heveder zenekar – valamint a Folker együttes muzsikál, ünnepi táncházak alkalmával pedig további meghívott hagyományőrző és táncházzenekarok gondoskodnak a jó hangulatról.
2024. júliusától Háromszék Táncszínházként folytatjuk tevékenységünket. A név hűen tükrözi társulatunk arcvonalát, hisz repertoárunkban a folklórműsorok mellett  évadról-évadra egyre több táncszínházi előadást viszünk színpadra.
A Háromszék Táncszínház tevékenysége 2024-től utánpótlás-neveléssel bővült, hisz a társulat égisze alá került a Százlábú gyermek néptáncegyüttes. A Virág Endre és Imola által 2006-ban alapított Százlábú néptáncegyüttes mára valóságos ifjúsági mozgalommá vált Sepsiszentgyörgyön. Az együttesvezetők hétről-hétre 140 gyermeket foglalkoztatnak, három korcsoportban, a néptánc eszközével a közösséghez való tartozás élményét erősítik és értékes szórakozási formát kínálnak a fiataloknak. Mindeközben pedig kultúrafogyasztó, értő közönséget nevelnek.
Igazgató: Virág Endre